# إت ماغ (مجلة جزائرية)
إت ماغ (بالفرنسية: It mag)‏ مجلة جزائرية تصدر باللغة الفرنسية مرة كل شهرين. تعنى بمواضيع الكمبيوتر والإنترنت والاتصالات يديرها عبد الرفيق خنيفسة مقرها التعاونية العقارية الشريفة -باب الزوار- الجزائر العاصمة.

## وصلات خارجية
- معلومات عن مجلة إت ماغ من موقع بوابة الصحافة الجزائرية.
- الموقع الرسمي لمجلة إت ماغ